# زبرماهی تابناک هاوایی
زبرماهی تابناک هاوایی (نام علمی: Aulotrachichthys heptalepis) نام یک گونه از سرده زبرماهی‌های تابناک است.